# Kostas Karamanlis

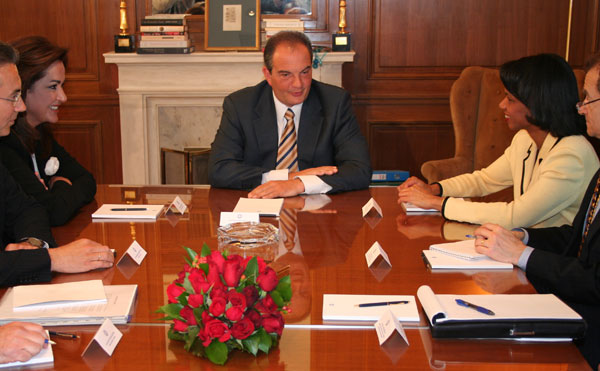
Kostas Karamanlis z amerykańską sekretarz stanu Condoleezzą Rice w Atenach w 2006. Z lewej strony Dora Bakojani

Konstandinos (Kostas) Karamanlis (gr. Κωνσταντίνος (Κώστας) Καραμανλής; ur. 14 września 1956 w Atenach) – grecki polityk i prawnik, w latach 1997–2009 przewodniczący Nowej Demokracji (ND), premier Grecji od 2004 do 2009.

## Życiorys
Bratanek Konstandinosa Karamanlisa, premiera i prezydenta Grecji. Kuzyn Kostasa Karamanlisa. Studiował prawo na Uniwersytecie Narodowym im. Kapodistriasa w Atenach. Następnie kształcił się w zakresie ekonomii i nauk politycznych w Stanach Zjednoczonych w The Fletcher School of Law and Diplomacy na Tufts University.
Dołączył do Nowej Demokracji, był działaczem związku studentów prawa i organizacji młodzieżowej swojego ugrupowania. W latach 1977–1979 odbył służbę wojskową w marynarce wojennej. Praktykował w zawodzie prawnika, zajmował się także działalnością akademicką. W 1993 został członkiem komitetu centralnego ND. W czerwcu 1989 po raz pierwszy został wybrany do Parlamentu Hellenów, z powodzeniem ubiegał się o reelekcję w kolejnych wyborach w listopadzie tegoż roku, a następnie także w 1990, 1993, 1996, 2000, 2004, 2007 i 2009.
W 1997, na zjeździe ówcześnie opozycyjnej partii, został wybrany na przewodniczącego Nowej Demokracji – pomogło mu nazwisko sławnego krewnego i założyciela ND, byłego prezydenta i premiera Konstandinosa Karamanlisa, który w pierwszych latach po obaleniu junty pułkowników w Atenach doprowadził Grecję do demokracji i członkostwa we wspólnotach europejskich. W 2000 Nowa Demokracja pod przywództwem Kostasa Karamanlisa poniosła jednak porażkę w wyborach parlamentarnych.
W marcu 2004 Nowa Demokracja wygrała wybory parlamentarne. 10 marca 2004 Kostas Karamanlis objął stanowisko premiera, stając w pierwszej kolejności przed koniecznością rozwiązania problemów związanych z przygotowaniami do igrzysk olimpijskich w Atenach w tym samym roku. Władzę zachował również po zwołanych przez niego wcześniejszych wyborach parlamentarnych z września 2007, w których jego partia powtórnie odniosła zwycięstwo.
2 września 2009 ogłosił decyzję o przeprowadzeniu przedterminowych wyborów. Ruch ten argumentował koniecznością odnowienia i wzmocnienia swojego mandatu politycznego, potrzebnego do przeprowadzenia niezbędnych reform w obliczu kryzysu gospodarczego. 4 października 2009 w wyborach parlamentarnych Nowa Demokracja poniosła porażkę. W rezultacie następnego dnia premier podał się dymisji i ogłosił rezygnację ze stanowiska przewodniczącego ND. 6 października 2009 nowym premierem Grecji został lider zwycięskiego PASOK-u Jorgos Papandreu.
Kontynuował działalność polityczną w ramach Nowej Demokracji. Mandat poselski utrzymywał w obu wyborach w 2012, a następnie również w styczniu i wrześniu 2015 oraz w 2019.
Kostas Karamanlis jest żonaty, ma dwoje dzieci.